# Ronsberg
Ronsberg är en köping (Markt) i Landkreis Ostallgäu i Regierungsbezirk Schwaben i förbundslandet Bayern i Tyskland.